# Arteríola eferente
A arteríola eferente é um pequeno vaso arterial, arteríola que resulta da convergência dos capilares do glomérulo desempenhando um papel importante na manutenção de uma pressão de filtração glomerular, independentemente das flutuações da pressão arterial.

## Regulação da taxa de filtração glomerular
Quando, em casos de hipotensão grave,  há ativação do sistema renina-angiotensina-aldosterona, a maioria das artérias sofre uma vasoconstrição, a fim de manter a pressão arterial adequada. No entanto, isto reduz o fluxo sanguíneo renal por vasoconstrição da artéria renal e suas colaterais.  As arteríolas eferentes respondem mais ativamente à angiotensina II e contraem-se mais do que as arteríolas aferentes. A pressão nos capilares glomerulares é assim mantida e filtração glomerular permanece adequada.

## Galeria

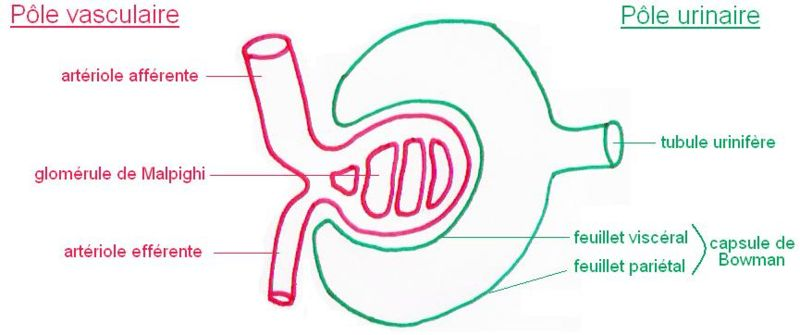
Corpúsculo de Malpighi
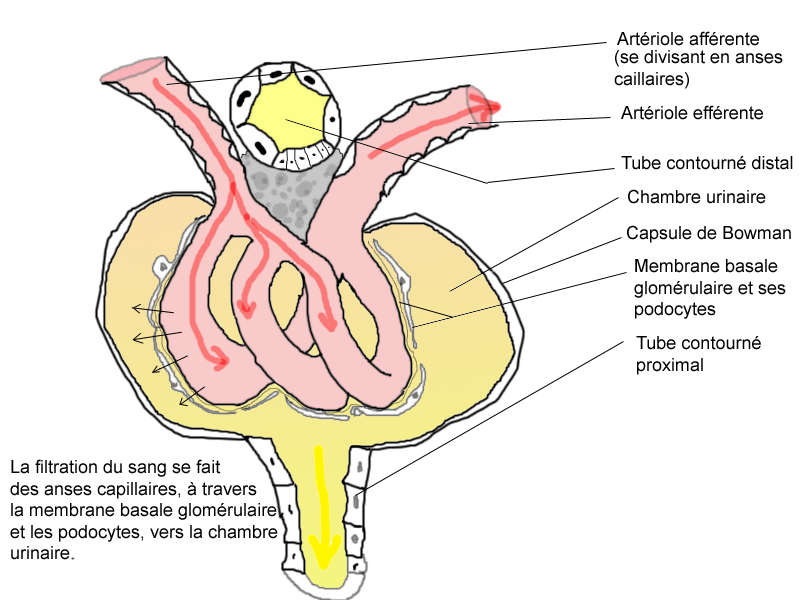
Glomérulo
Corpúsculo renal